# Yongbieocheonga
Yongbieocheonga significa literalmente Canciones de los Dragones Volando al Cielo y fue el primer trabajo escrito en hangul. Fue compilado durante el reinado de Sejong el Grande como una afirmación oficial de la dinastía Joseon y su herencia ancestral.  Las canciones, en forma de 125 cantos, se compusieron a través de los esfuerzos de un comité de filólogos y literatos confucianos. Esta compilación fue la primera escritura coreana que partió de una larga historia de dependencia de los caracteres chinos y que se grabó en hangul, el primer alfabeto oficial de Corea. Varios temas importantes, además del establecimiento de la dinastía Joseon, reflejan los eventos que dieron origen a la creación de estos poemas: eventos históricos que tuvieron lugar en China, la apoteosis de los reyes virtuosos que precedieron la caída de la dinastía Goryeo en Corea, y las ideologías políticas y filosóficas confucianas de una era que rechazaba el budismo.

## Antecedentes históricos
En 1259, después de años de desastres naturales y conflictos en el este de Asia, se firmó un tratado de paz entre el rey Goryeo y el imperio mongol, que dio como resultado inmediatamente un período de cien años de influencia mongol sobre Corea. La comunidad coreana sufrió graves injusticias cuando se impusieron las costumbres de Mongolia, la corrupción superó a la nobleza y estallaron las insurgencias políticas. Durante este período, el budismo, que había sido la religión nacional durante casi ochocientos años, comenzó a decaer y eventualmente sería reemplazado por el confucianismo. Había una necesidad desesperada de un líder que pudiera abordar estos problemas crecientes y fortalecer la identidad nacional amenazada de Corea.
Yi Seong-gye nació en 1335. Procedía de una larga lista de hombres que habían servido como funcionarios del gobierno familiarizados con las costumbres mongoles, y luego se convertiría en uno de los más grandes generales y reyes del ejército de Corea. En una serie de éxitos militares, Yi llegó a la posición de comandante general en el ejército. Entre sus numerosas victorias, tres batallas son las más conocidas y más destacadas en la historia de Corea: la recaptura de la antigua capital coreana Kaesong de los Turbantes Rojos en 1362, la derrota de los piratas japoneses en el monte. Hwangsan en 1382, y la rebelión en 1388 contra funcionarios del gobierno pro-mongol después de que Yi rechazó un comando para enviar sus tropas a Liaotung para capturar los bastiones de Ming. Posterior a estos y otros éxitos, Yi Seong-gye se convirtió en una fuerza dominante para determinar el destino de los coreanos. Con la ayuda de sus hijos y simpatizantes neoconfucianos, Yi luchó por una Corea independiente erradicando a todos los defensores y gobernantes anteriores de la debilitada dinastía Goryeo. Esto finalmente se logró con la ejecución del último ministro de Goryeo, Jeong Mong-ju, en 1392 y el exilio del último rey de Goryeo. Poco después de esto, Yi Seong-gye se convirtió en el primer rey de una nueva dinastía. En 1393, Corea recibió un nuevo nombre y durante los próximos 520 años se conocería como Joseon (brillo del sol de la mañana). Todos estos eventos y muchos más se presentan en las canciones que celebran la historia de una nueva Corea.
En 1418, el trono pasó a Sejong el Grande, tercer hijo de Yi Bangwon. Fue bajo Sejong que Corea comenzó a experimentar un cambio significativo en lo académico y las ideologías filosóficas confucianas. A través del establecimiento de la Academia de los Dignos en 1420, Sejong cultivó la generación de académicos que dio origen a una era de ilustración cultural y política. Fueron los principales responsables de la difusión del confucianismo, la creación de hangul y una serie de obras literarias, incluidos los cantos.